# Sergei (Rajapolvi)
Sergei (světským jménem: Yrjö Rajapolvi; * 23. dubna 1965, Viinijärvi) je finský duchovní Finské pravoslavné církve, biskup haminský a vikář metropolie Helsinky.

## Život
Narodil se 23. dubna 1965 ve vesnici Viinijärvi. Jeho otec byl pravoslavný křesťan a matka luteránka. Jeho prarodiče nesli do dvacátých let 20. století příjmení Gordějev, které si změnili v důsledku derusifikace. Pokřtěn byl v jednom měsíci. Navštěvoval chrám Tichvinské ikony Matky Boží.
Roku 1984 dokončil Pieksämäen lukio a poté nastoupil na Kuopioský pravoslavný seminář, který dokončil roku 1988. Následně rok sloužil v armádě a během služby získal osvědčení na vojenského kaplana. Po absolvování služby byl přijat na teologickou fakultu Joensuuské univerzity. Zde získal diplom pravoslavného učitele.
V červenci 1990 vstoupil do monastýru Nový Valaam v obci Heinävesi, kde byl v prosinci 1991 archimandritou Panteleimonem (Sarho) postřižen na rjasofora a v březnu 1992 na monacha.
Roku 1992 byl biskupem joensuuským Ambrosiem (Jääskeläinenem) rukopoložen na hierodiakona a roku 1995 arcibiskupem karelským a celého Finska Johannesem (Rinne) na jeromonacha.
Roku 1997 byl zvolen představeným monastýru Nový Valaam.
Dne 9. listopadu 2011 byl dekretem arcibiskupa karelského Lea (Makkonena) zproštěn funkce představeného z finančních důvodu a rozporů s obchodním ředitelem monastýru Veikkem Halonenem. Bratři monastýru (4 monaši) vyjádřili podporu arcibiskupovi Leovi a požadovali kvůli ztrátě důvěry v igumena Sergeie nového představeného.
Ti kteří bránili jeho zájmy podali stížnost na arcibiskupa Lea na Ministerstvo spravedlnosti s tím, že arcibiskup porušil ústavu monastýru a vyvíjel nátlak na igumena Sergeie aby podal rezignaci ze zdravotních důvodů. Na jeho obranu se sebralo více než 500 podpisů.
Dne 8. listopadu 2012 vydal zástupce kanceláře spravedlnosti Mikko Puumalainen prohlášení ve kterém uvedl že arcibiskup Leo neměl právo odvolat igumena, jelikož jeho funkce je doživotní. Dne 22. listopadu 2012 byl znovu uveden do služby představeného monastýru.
Dne 23. listopadu 2021 byl na Místní radě Finské pravoslavné církve zvolen jediným kandidátem na post vikáře metropolie Helsinky. Dne 25. listopadu došlo k jeho zvolení.
Dne 15. ledna 2022 byl oficiálně jmenován biskupem a o den později proběhla v chrámu Zesnutí přesvaté Bohorodice v Helsinkách jeho biskupská chirotonie. Světiteli byli arcibiskup helsinský a celého Finska Leo (Makkonen), metropolita kuopioský a karelský Arseni (Heikkinen) a metropolita ouluský Elia (Wallgrén). Bohoslužby se zúčastnil také biskup kronštadský Nazarij (Lavrynenko) (Ruská pravoslavná církev).